# Тортеліні

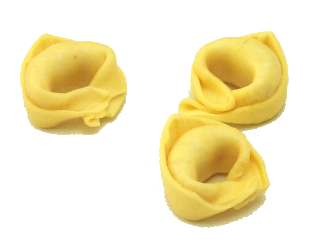

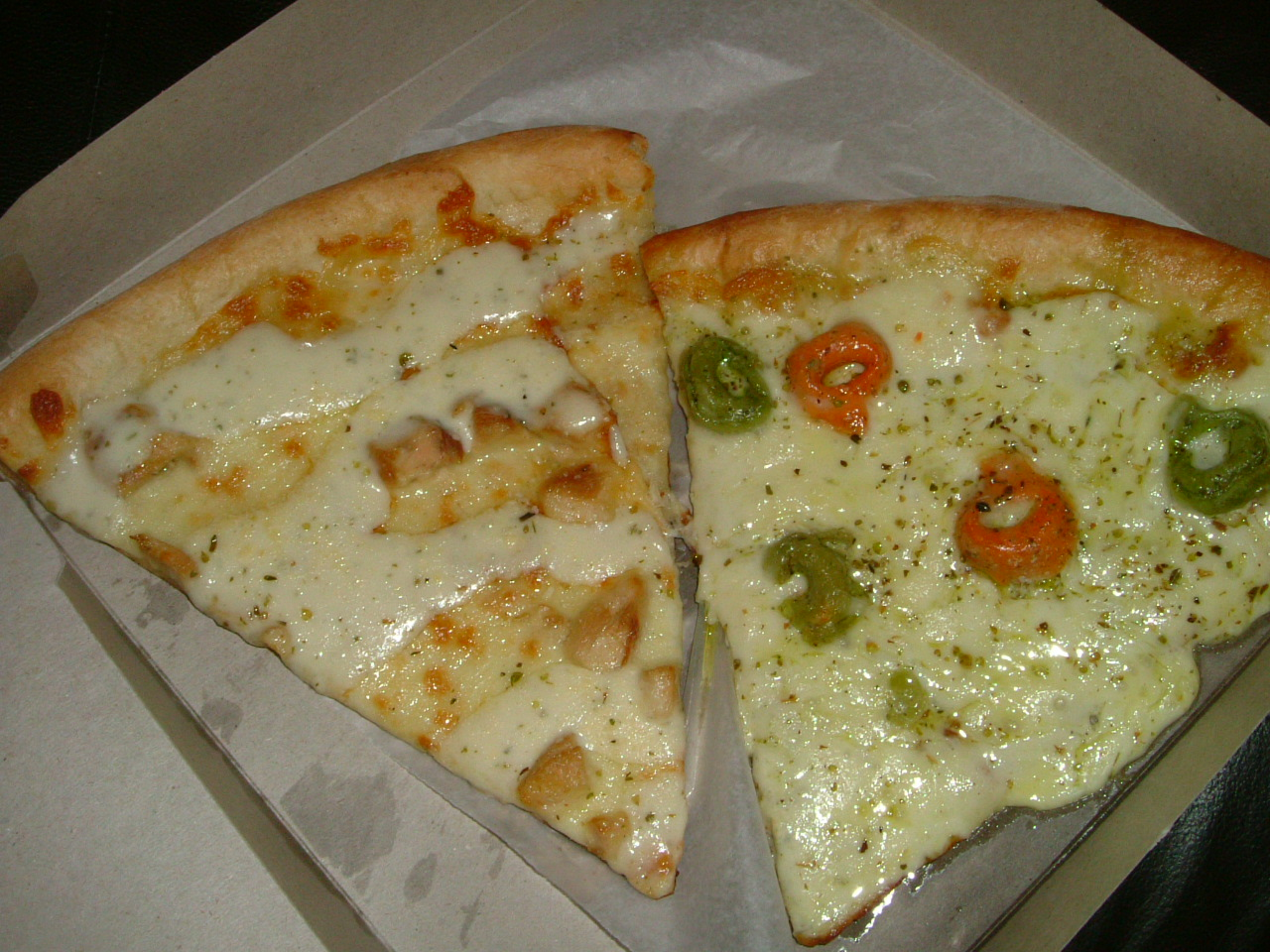
Піца із начинкою з різнокольорових тортелліні

Тортеліні (італ. Tortellini) — італійські пельмені із прісного тіста з м'ясом, сиром або овочами. Історична батьківщина тортелліні — Болонья, проте зараз цей різновид макаронних виробів готують по всій Італії. За формою тортелліні нагадує маленькі пельмені, куточки яких з'єднують, щоб отримати кільце або бутончик.
Згідно з легендою, тортелліні придумав молодий кухар: він приготував макарони з начинкою, обернувши заготовку навколо мізинця і зобразивши таким чином пупок своєї коханки. За іншою, більш казковою версією — пупок самої богині Венери, за роздяганням котрої юному кухарю ненароком вдалося підгледіти. Але у болонців існує й інше поетичне порівняння: вони стверджують, що тортелліні за формою нагадує бутон троянди.
Є кілька різновидів тортеліні — найбільші тортеллі та тортелоні і зовсім маленькі тортелеті.
Колір тіста для торетелліні може бути різноманітним, і залежить від добавок: наприклад, шпинат надає тісту зеленого кольору, а помідор — червоного. Як м'ясне начиння італійці звичайно використовують курку, яловичину або мортаделу, із сиру — пармезан або рикоту.
Тортеліні прийнято подавати із соусом. Це може бути традиційний болоньєзе, або ж вершковий і грибний соуси. Часто італійці заправляють тортеліні бульйони і супи.